# Antonín Ferdinand Rothkirch
Antonín Ferdinand z Rothkirchu a Pantenu (9. července 1739, Starowice Dolne – 21. dubna 1805, Vratislav) byl římskokatolický duchovní a teolog. V letech 1781–1805 vykonával funkci pomocného biskupa ve Vratislavi a mezi lety 1781 a 1795 byl správcem pruské části diecéze.

## Životopis
Po studiu ve Vratislavi, kde získal magisterský titul z filozofie, se roku 1756 stal ve městě kanovníkem. V letech 1757–1769 studoval na Colegiu Germanicu v Římě a stal se doktorem filozofie. Roku 1773 přijal ve Vratislavi kněžské svěcení a o rok později nastoupil na místo děkana v kostele u svatého Kříže ve Vratislavi a u svatého Jakuba v Nise. Po smrti biskupa Strachwitze roku 1781 se na žádost vlády stal správcem pruské části vratislavské diecéze. Když zemřel biskup Schaffgotsch, musel místo správce opustit a do čela diecéze byl zvolen nový biskup – Josef Kristián Hohenlohe.
Antonín Ferdinand Rothkirch zemřel 21. dubna 1805 ve Vratislavi a jeho ostatky jsou uloženy v katedrále svatého Jana Křtitele.